# Ernst Leonhardt (Künstler)

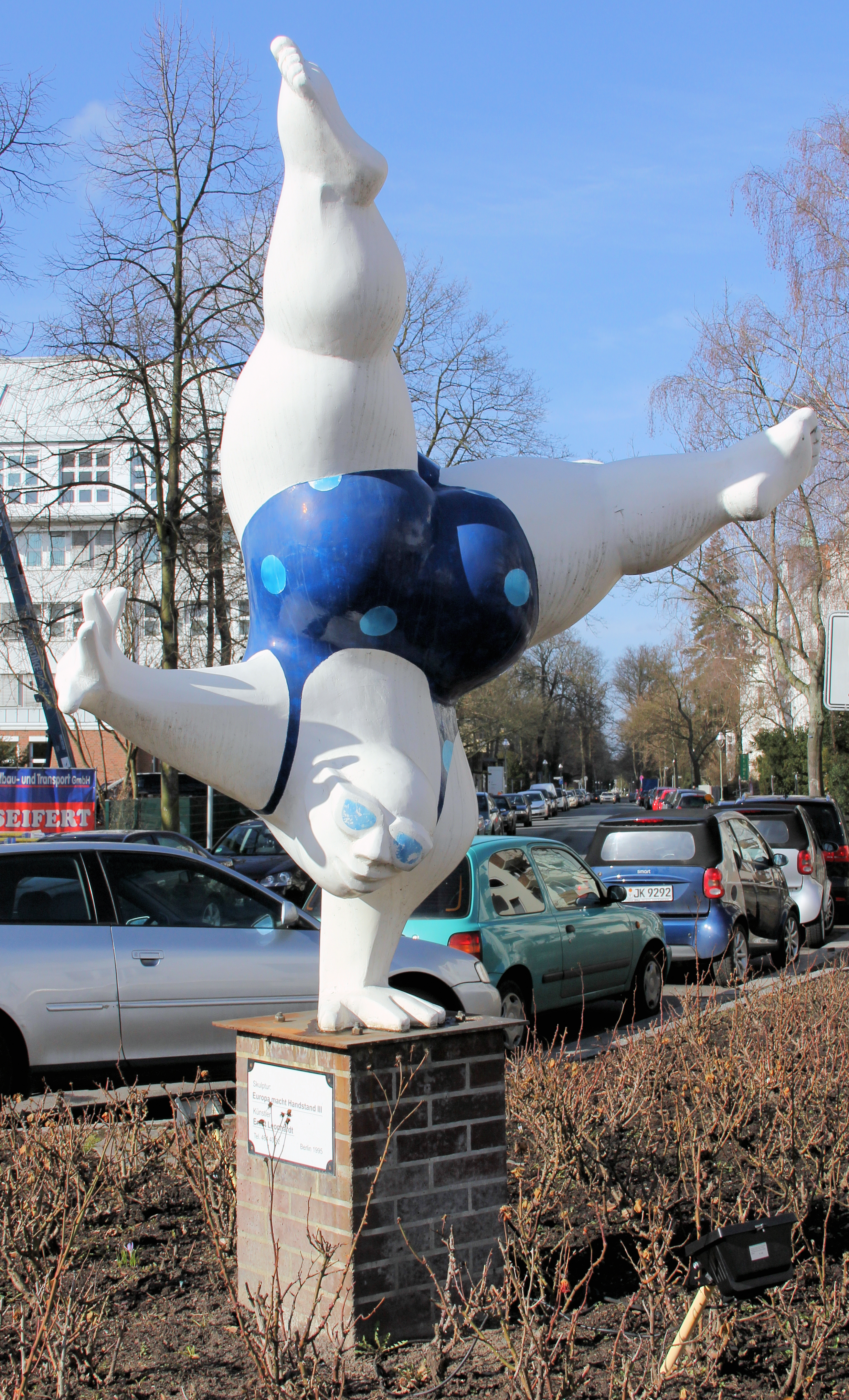
Skulptur Europa macht Handstand III (1995), Grieser Platz, Berlin-Schmargendorf

Ernst Leonhardt (* 1935 in Berlin) ist Bildhauer, Maler und Grafiker. Er lebt und arbeitet in Berlin.

## Leben
Ernst Leonhardt studierte an der Meisterschule für das Kunsthandwerk in Berlin-Charlottenburg. Von 1955 bis 1958 arbeitete er als Bühnenmaler bei der UFA in Berlin-Tempelhof. Seit 1958 ist er freischaffender Künstler.
Neben seiner künstlerischen Tätigkeit hatte er von 1973 bis 1975 einen Lehrauftrag an der Hochschule für Bildende Künste Berlin und 1976 einen Lehrauftrag an der Pädagogischen Hochschule Berlin. 1984 war er Gastprofessor an der Hochschule der Künste Berlin. Von 1981 bis 1990 hatte er den Vorsitz bei der Freien Berliner Kunstausstellung.
1997 wurde ihm der ARAG-Kunstpreis verliehen.
Während seine Bilder als expressionistisch und kantig beschrieben werden, sind seine Skulpturen eher von runden Formen geprägt.

## Ausgewählte Werke
- Illustration des Buches Jürgen Beckelmann: An solchen Tagen (Lithografien) für die Mariannenpresse Berlin (1983), ISBN 3-922510-17-5.
- Gestaltung des B.Z.-Kulturpreises (1991): Die Bronzeskulptur „Der Tänzer“ stellt einen tanzenden Berliner Bären dar und wird jährlich den Preisträgern des B.Z.-Kulturpreises überreicht.